# Plescop
Plescop (bretonisch Pleskob) ist eine französische Gemeinde mit 6200 Einwohnern (Stand: 1. Januar 2022) im Département Morbihan in der Region Bretagne. Sie gehört zum Kanton Vannes-2 im Arrondissement Vannes. Die Einwohner werden Plescopais(es) genannt.

## Geografie
Das Gemeindegebiet gehört zum Regionalen Naturpark Golfe du Morbihan. Pleskop wird umgeben von den Nachbargemeinden Grand-Champ im Norden, Meucon im Nordosten, Saint-Avé im Osten, Vannes im Südosten, Ploeren im Süden und Südwesten, Plougoumelen im Südwesten sowie Plumergat im Westen.

## Geschichte
Dem Ort war dem Namen nach als frühe Bischofsresidenz (von griechisch episkopos – Bischof) einzuordnen.
Im Februar 2016 war Plescop eine von 13 Gemeinden, die der Stufe 3 der Charta Ya d’ar brezhoneg zur Förderung der bretonischen Sprache angehörten.

### Bevölkerungsentwicklung
| Jahr      | 1962 | 1968 | 1975 | 1982 | 1990 | 1999 | 2006 | 2011 | 2019 |
| Einwohner | 1089 | 1209 | 1857 | 2678 | 2966 | 3671 | 4631 | 4815 | 6145 |

## Sehenswürdigkeiten
- Kirche Saint-Pierre-aux-Liens
- Kapelle Saint-Amon
- Kapelle Saint-Barthelemy
- Kapelle Notre-Dame de Lézurgan, seit 1951 Monument historique, für den Bischof Yves von Vannes 1444 bis 1475 erbaut

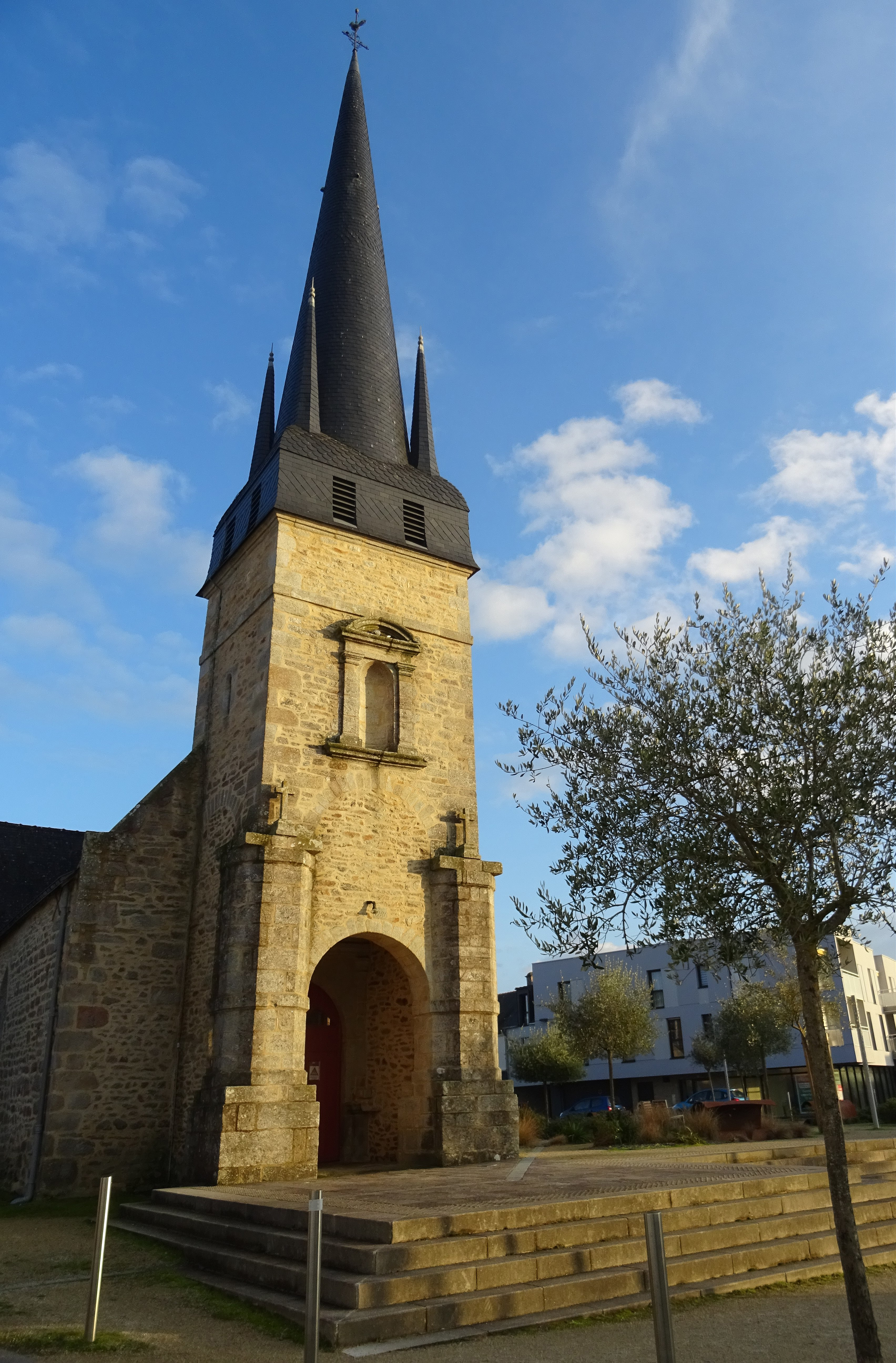
Kirche Saint-Pierre-aux-Liens
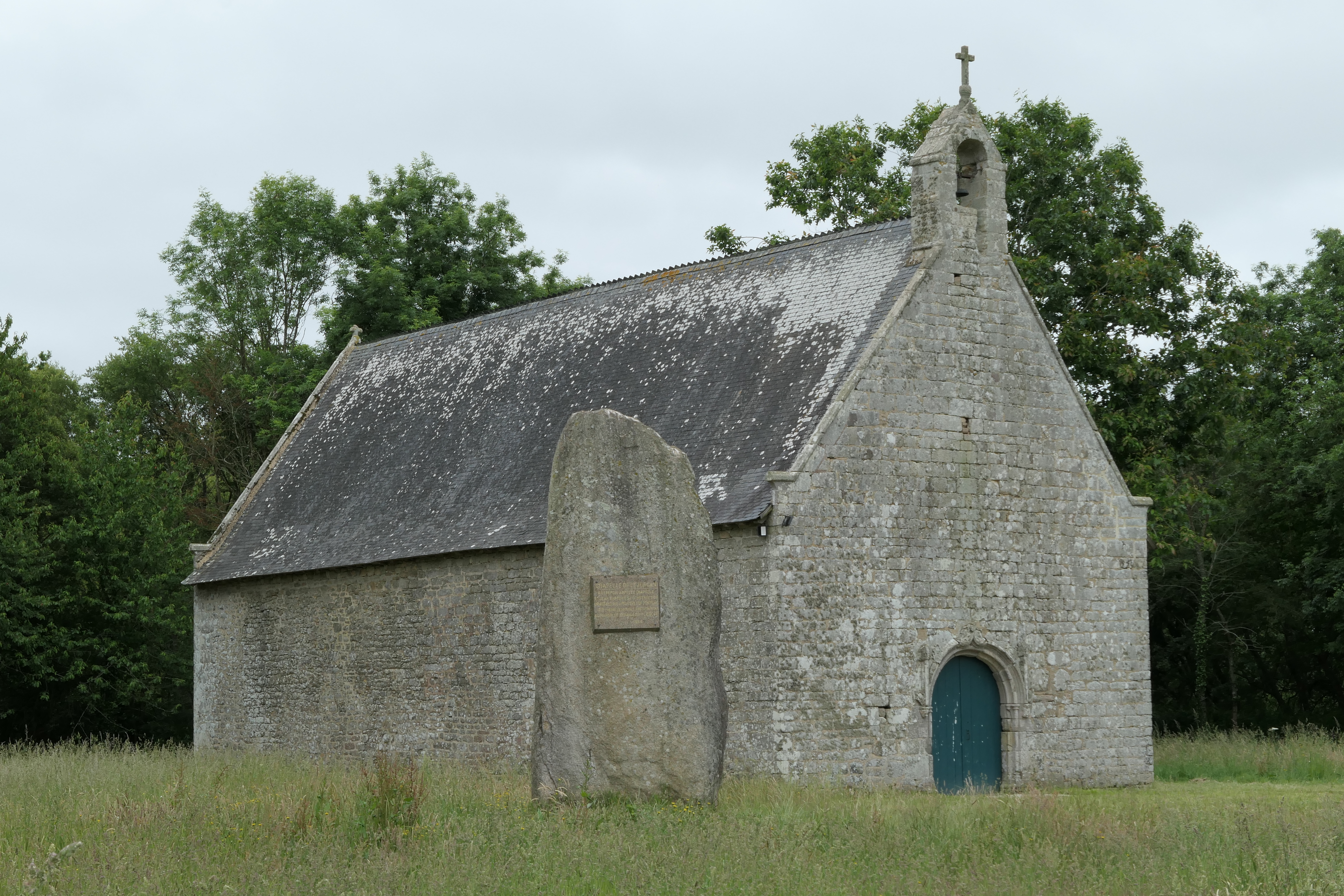
Kapelle Notre-Dame von Lézurgan mit Menhir

## Gemeindepartnerschaft
Mit der rumänischen Gemeinde Castelu unterhält Plescop seit 1998 eine Partnerschaft.

## Persönlichkeiten
- Charles Le Quintrec (1926–2008), Literaturkritiker und Dichter
- Georginio Rutter (* 2002), französischer Fußballspieler